# Scalpay (Ebridi Esterne)
Scalpay, conosciuta anche come Scalpa  (in gaelico scozzese: Sgalpaigh o Sgalpaigh na Hearadh, ovvero "Scalpaigh di Harris"; 2,5 km²), è un'isola sull'Oceano Atlantico della Scozia nord-occidentale, facente parte dell'arcipelago delle isole Ebridi Esterne e, più precisamente, del gruppo occidentale di questo arcipelago. Conta una popolazione di circa 300/320 abitanti.

## Geografia

### Collocazione
Scalpay si trova a pochi chilometri al largo a della costa sud-orientale dell'isola di Harris.

### Territorio
Sull'isola si trovano alcuni loch (laghi), il più esteso dei quali è il Loch an Duin.

## Monumenti e luoghi d'interesse

### Faro di Eilean Glas
Tra gli edifici d'interesse di Scalpay, figura il faro di Eilean Glas, risalente al 1789 e in parte ricostruito nel XIX secolo. Si tratta del più antico faro delle isole Ebridi Esterne.
|  |

### Trasporti
Scalpay è collegata all'isola di Harris da un ponte.